# Kościół Matki Boskiej Częstochowskiej w Gliwicach
Kościół Matki Boskiej Częstochowskiej w Gliwicach – kościół parafialny w Gliwicach w dzielnicy Trynek.

## Historia
4 października 1983 roku bp Antoni Adamiuk poświęcił krzyż i plac budowy nowej świątyni. 16 maja 1983 bp Jan Wieczorek wmurował pierwszą cegłę, a 4 grudnia 1984 roku bp Alfonsa Nossola – kamień węgielny, poświęcony wcześniej przez Jana Pawła II na Górze św. Anny, 21 czerwca 1983 roku. Świątynia NMP Częstochowskiej została konsekrowana 6 października 1991 r. przez bp. Gerarda Kusza. 
Parafia Matki Boskiej Częstochowskiej została erygowana 27 sierpnia 1988 roku. 

## Otoczenie

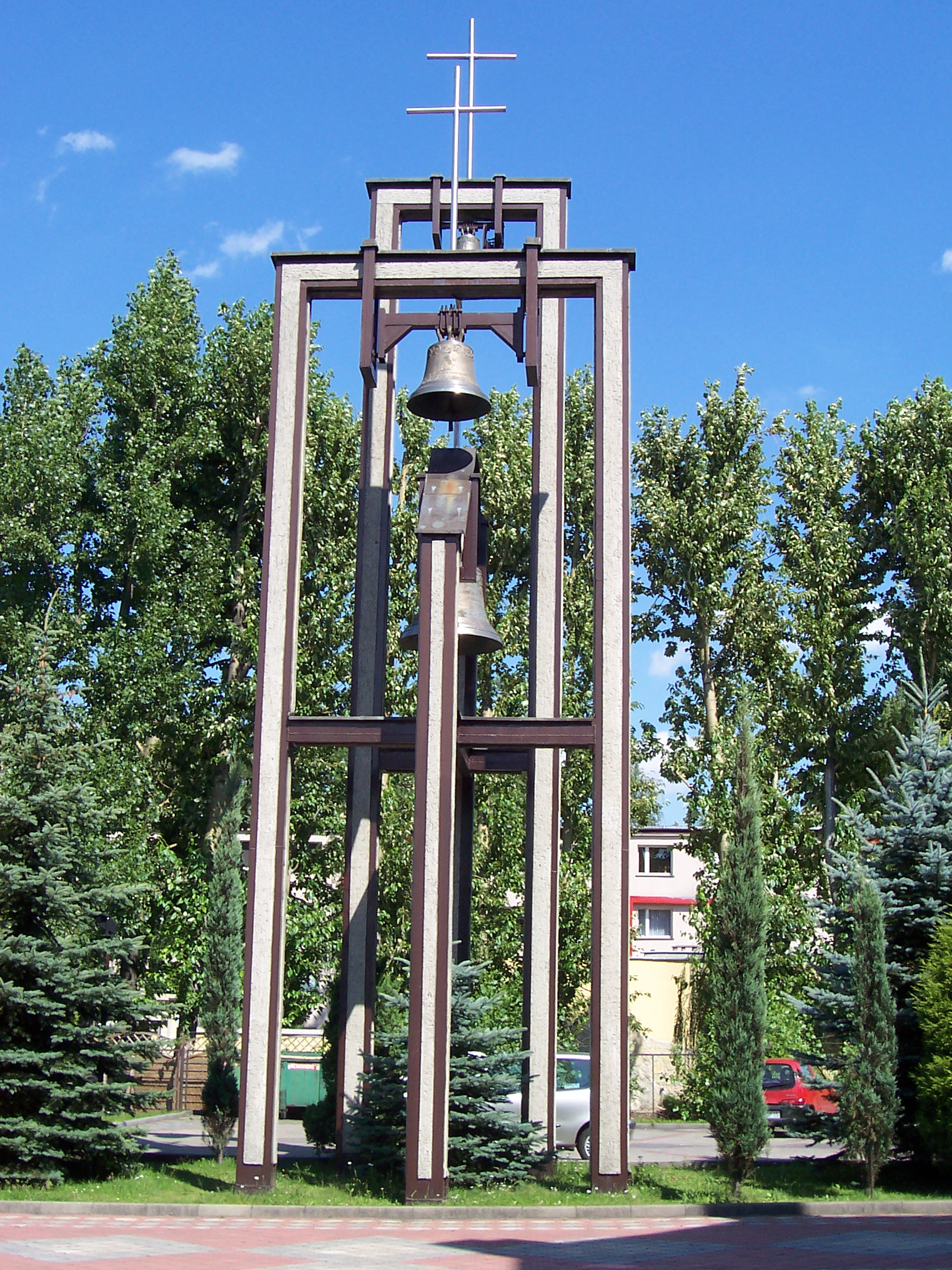
Dzwonnica

### Pochowani przy świątyni
Obok kościoła zostali pochowani:
- budowniczy kościoła ks. prałat Józef Maciaszek, który w 1988 roku przeszedł na emeryturę i zamieszkał na terenie parafii. Zmarł 4 czerwca 1994 roku
- Tadeusz brat ks. J. Maciaszka. Po przejściu na emeryturę zamieszkał na terenie parafii. Zmarł w 1992 roku[3].
- ks. Stanisław Prochacki. Po przejściu na emeryturę mieszkał na terenie parafii. Zmarł w 2010 roku[4].
- ks. Mariusz Laskowski wikariusz w latach 2010–2024. Zmarł 3 grudnia 2024 roku[5].

### Dzwony
W otoczeniu kościoła znajduje się dzwonnica z trzema dzwonami, projekt wykonał Jan Rabiej z Gliwic. Zawieszone dzwony otrzymały imiona: św. Michał Archanioł – 1050 kg, św. Maksymilian Maria Kolbe – 495 kg, św. Tadeusz – 120 kg. Dzwony św. Michał i św. Maksymilian zostały odlane w Odlewni dzwonów Felczyńskich w Taciszowie w 1987 r. natomiast św. Tadeusz dar Olgi Felczyńskiej w 1984 r.